# Slaget ved Oldenswort
Slaget ved Oldenswort stod den 29. juni 1252 ved Oldensvort (på tysk: Oldenswort) i Ejdersted. Kong Abel af Danmark blev dræbt i slaget.

## Baggrund
Abel havde været hertug, grænsejarl af Hertugdømmet Slesvig fra 1241 til 1250. Da kong Erik Plovpenning blev myrdet og hans lig kastet i Slien, blev Abel mistænkt for at stå bag, men han svor sig fri for ansvar, hvorefter han blev kåret til konge den 1. november 1250.
Som konge forsøgte Abel at ophjælpe købstæderne og fremme forbindelserne med udlandet. Imidlertid nægtede friserne at betale skat, og Abel besluttede at gennemføre et hærtog mod Ejdersted for at tvinge skattebetalingen igennem.

## Slaget
I følge Chronicon Eiderostadense samlede kong Abel i 1252 sin hær ved Mildeborg ved Milden. Borgens beliggenhed er ukendt, formentlig var den en forgænger for borgen i Svavsted. Han sejlede ad Ejderen ned til Ejdersted og slog lejr ved Oldenswort, hvor han slog lejr, som han omgav med grave. I syv dage tvangsbeskattede han dem, der boede ved Ejderen og slog en del af indbyggerne ihjel. Den syvende dag samledes repræsentanter for de syv "skibsherreder" (de frisiske herreder i marsken) på deres tingsted og vedtog at risikere deres liv hellere end at betale skat.
Om natten drog de mod kongens lejr for at dræbe ham. Kampen brød ud og varede den halve dag med stort mandefald på begge sider. Efterhånden overtog friserne, og "da undveg kongen mod nord ad Milde-vejen. Men friserne fulgte straks efter, jog ham over Milde-diget, slog ham og alle hans folk ihjel. Den, som dræbte kongen, hed Wessel Hummer. Dernæst drog friserne hjem og var ikke undertvungne."
Stedet, hvor kongen blev dræbt, nævnes iuxta Mildebro, iuxta Mildænburgh og i Lund-annalerne iuxta Hwsænbro (altså hhv. nær Mildebro, Mildeborg og Husumbro; det er første gang, at Husum er nævnt. iuxta betyder "nær ved").

## Følger
Abel blev efterfulgt af Christoffer I.
Abel var gift med Mechtilde af Holsten, en datter af grev Adolf 4. af Holsten. Den 12. maj 1260 pantsatte Mechtilde sammen med sine sønner Erik og Abel Abelsen landet mellem Ejderen og Slien (Stapelholm, Fræslet, Svansen og Krongodset Jernved) til sine brødre, Johan 1. af Holsten og Gerhard 1. af Holsten samt yderligere fæstningen Rendsburg, som hun havde modtaget som medgift, og hendes virksomhed dannede i det hele grundlaget for Holstens voksende indflydelse i Sønderjylland.
Friserne havde været direkte underlagt den danske konge og var holdt uden for feudaliseringen. Som følge af den svækkede danske kongemagt kom friserne i 1300-tallet under holstenske grevers magt. Ved den store manddrukning i 1362 forsvandt den store handelsby Rungholt i bølgerne, og tusinder mistede livet. Under disse forhold kunne friserne ikke længere hævde national selvstændighed; først i 1800-tallet blev den frisiske nationalfølelse genvakt.